# Elisabeth Drejenstam Papadogeorgou
Elisabeth Drejenstam Papadogeorgou, född 20 juli 2007 är en svensk barnskådespelare.
Hon började på teaterskola vid 6 års ålder.
Elisabeth har bland annat spelat in Julkalendern Panik i tomteverkstan tillsammans med Pernilla Wahlgren, Per Andersson (skådespelare) och Elis Nyström. 2021 återkom hon i samma roll i Mer panik i tomteverkstan.

## Filmografi
- Zombie 2 - SVT-barn 2018
- Panik i tomteverkstan - Julkalendern SVT 2019
- Robssons - TV4 premiär hösten 2020
- Mer panik i tomteverkstan - SVT 2021